# Placotrochides frustum
Espèce
Statut CITES
Placotrochides frustum est une espèce de coraux appartenant à la famille des Flabellidae.